# Станіславово (Плоцький повіт)
Станіславово (пол. Stanisławowo) — село в Польщі, у гміні Дробін Плоцького повіту Мазовецького воєводства.
Населення — 54 особи (2011).
У 1975-1998 роках село належало до Плоцького воєводства.

## Цікавий факт
Це 850 000 стаття в українській Вікіпедії

## Демографія
Демографічна структура станом на 31 березня 2011 року:
|          | Загалом | Допрацездатний вік | Працездатний вік | Постпрацездатний вік |
| -------- | ------- | ------------------ | ---------------- | -------------------- |
| Чоловіки | 28      | 6                  | 17               | 5                    |
| Жінки    | 26      | 4                  | 12               | 10                   |
| Разом    | 54      | 10                 | 29               | 15                   |